# Río Anllóns
Río Anllóns este o arie protejată (arie specială de conservare — SAC, sit de importanță comunitară — SCI) din Spania întinsă pe o suprafață de 161,98 ha, integral pe uscat.

## Localizare
Centrul sitului Río Anllóns este situat la coordonatele 43°13′55″N 8°50′14″W / 43.2319°N 8.8371°V.

## Înființare
Situl Río Anllóns a fost declarat sit de importanță comunitară în decembrie 2000 pentru a proteja 20 de specii de animale. Situl a fost protejat și ca arie specială de conservare în martie 2014.

## Biodiversitate
Situată în ecoregiunea atlantică, aria protejată conține 11 habitate naturale: Pajiști uscate europene, Fânețe de joasă altitudine (Alopecurus pratensis, Sanguisorba officinalis), Râuri cu maluri nămoloase cu vegetație de Chenopodion rubri p.p. și Bidention p.p., Păduri de stejar galițio-portugheze cu Quercus robur și Quercus pyrenaica, Pajiști cu Molinia pe soluri calcaroase, turboase sau argilos-nămoloase (Molinion caeruleae), Cursuri de apă de la nivel de câmpie la nivel montan, cu vegetație Ranunculion fluitantis și Callitricho-Batrachion, Pseudostepă cu ierburi și specii anuale de Thero-Brachypodietea, Pante stâncoase silicioase cu vegetație casmofită, Păduri aluvionare cu Alnus glutinosa și Fraxinus excelsior (Alno-Padion, Alnion incanae, Salicion albae), Roci stâncoase cu vegetație pionieră de Sedo-Scleranthion sau Sedo albi-Veronicion dillenii, Liziere de ierburi înalte hidrofile de câmpie și de nivel montan până la alpin.
La baza desemnării sitului se află mai multe specii protejate:
- păsări (9): uliu porumbar (Accipiter gentilis), pescăruș albastru (Alcedo atthis), rață mare (Anas platyrhynchos), stârc cenușiu (Ardea cinerea), caprimulg (Caprimulgus europaeus), mierla de apă (Cinclus cinclus), sfrâncioc roșiatic (Lanius collurio), ciocârlie de pădure (Lullula arborea), silvie de tufiș (Sylvia undata)
- amfibieni (2): Chioglossa lusitanica, Discoglossus galganoi
- mamifere (3): vidră de râu (Lutra lutra), liliacul mare cu potcoavă (Rhinolophus ferrumequinum), liliacul mic cu potcoavă (Rhinolophus hipposideros)
- nevertebrate (3): Geomalacus maculosus, rădașcă (Lucanus cervus), Oxygastra curtisii
- pești (2): Petromyzon marinus, Pseudochondrostoma duriense
- reptile (1): Lacerta schreiberi

Pe lângă speciile protejate, pe teritoriul sitului au mai fost identificate 2 specii de păsări, 1 specie de amfibieni, 1 specie de mamifere, 1 specie de reptile.